# Амадор Лопес

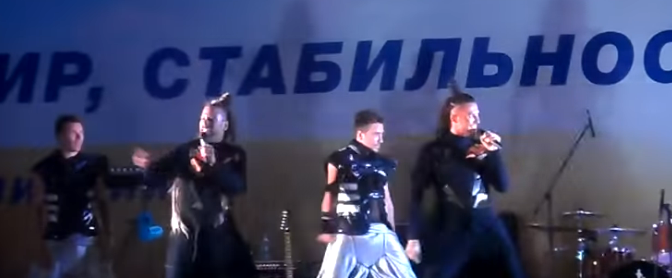
У Костянтинівці

Амадор Ло́пес (ісп. Amador Jose Lopez Rodriguez; нар. 3 лютого 1983, Венесуела) — україно-венесуельський фехтувальник, хореограф та співак, випускник Національного університету фізичного виховання і спорту України. Виконує пісні у стилях поп та техно, реп та регі.

## Біографія
Народився у Венесуелі. Закінчив італійський коледж імені Maria Montessori. З 8 років паралельно займався фехтуванням та хореографією.
У 1998 році закінчив Міжнародну академію танців ім. Марджорі Флорес у Венесуелі. Займав призові місця в багатьох танцювальних чемпіонатах з латиноамериканських танців. Переможець континентального чемпіонату із сальси «Copa latina» в категорії «junior».[джерело?] Із 7 років брав участь у карнавалі у Венесуелі.
У 2000 році приїхав в Україну, щоб навчатися в Національному університеті фізичного виховання і спорту. У 2005 році закінчив університет.
Ще під час навчання в університеті почав танцювати в українських клубах латиноамериканські танці.
У 2006 створив шоу-балет «Rumbero's», що працював із відомими зірками естради України — Філіпом Кіркоровим, Катериною Бужинською, Наталею Могилевською, Валерієм та Костянтином Меладзе та іншими.
У тому ж році створив студію латиноамериканських танців у Києві.
Співпрацював із шоу «Танці з зірками», «Танцюю для Тебе», Майданс- 2 та «Фабрика зірок».
У 2008 році виграв у шоу «Танцюю для тебе», а вже у 2009 році очолив журі «Танцюю для тебе-2» і «Танцюю для тебе-3».
У 2011 році став хореографом масштабного шоу «Майданс-2». У тому ж році встановив танцювальний рекорд, найбільший флешмоб у Харкові, де одночасно танцювало 22,5 тисячі чоловік.
Допомагав з організацією фестивалю бальних танців Карнавалія.

## Сім'я
Із 2004 року одружений з українкою Світланою Шпилевою. У Венесуелі залишилися батько Амадор (педіатр), мати Марія (вчителька), брат Уго та сестра Луї.

## Музична творчість
Амадор Лопес знімається в кліпах власної групи Rumbero's. Rumbero's виконує пісні, зі слів Амадора Лопеса, у стилі reggaeton — поєднання регі, техно, хіп-хопу, репу та латиноамериканської музики. До групи, крім Амадора, входить соліст Олег Серафин та шоу-балет.

### Пісні та кліпи
Станом на січень 2016 року у групи ще не було власного альбому, але вже було кілька записаних пісень та відеокліпів, причому відео були популярними в українському сегменті Інтернету — більш як 400 000 переглядів.
Пісні:
- La-La-La
- Pasión
- Hey, chika
- Latina Bomba
- Salsa
- Feliz Año Nuevo
- Football (EURO 2012).

Відеокліпи (аранжування на На Хаті Рекордз та Iksiy Music):
- #Indigo
- La-La-La [Архівовано 6 серпня 2019 у Wayback Machine.]
- Pasion
- З Новим Роком! (¡Feliz Año Nuevo!)

## Цікавий факт
Амадор Лопес в минулому професійно займався фехтуванням, брав участь у молодіжному чемпіонаті 2002 року з фехтування (шпага) у складі збірної Венесуели.

Живе в Україні з 2000 року, проте український паспорт отримав лише через 22 роки – 3 лютого 2022 року, у свій день народження.